# Varallo Sesia
Varallo, vaak Varallo Sesia genoemd ter onderscheiding van Varallo Pombia, is een gemeente in de Italiaanse provincie Vercelli (regio Piëmont) en telt 7452 inwoners (31-12-2004). De oppervlakte bedraagt 88,7 km², de bevolkingsdichtheid is 84 inwoners per km².
De volgende frazioni maken deel uit van de gemeente: Crevola, Roccapietra, Morca, Balangera, Parone en Morondo Locarno.

## Demografie
Varallo telt ongeveer 3430 huishoudens. Het aantal inwoners daalde in de periode 1991-2001 met 7,8% volgens cijfers uit de tienjaarlijkse volkstellingen van ISTAT.
| Jaar | Inwoneraantal |
| ---- | ------------- |
| 1991 | 8025          |
| 2001 | 7397          |

## Geografie
De gemeente ligt op ongeveer 450 m boven zeeniveau.
Varallo grenst aan de volgende gemeenten: Borgosesia, Breia, Cesara (VB), Civiasco, Cravagliana, Madonna del Sasso (VB), Nonio (VB), Quarna Sotto (VB), Quarona, Sabbia, Valstrona (VB) en Vocca.

## Galerij

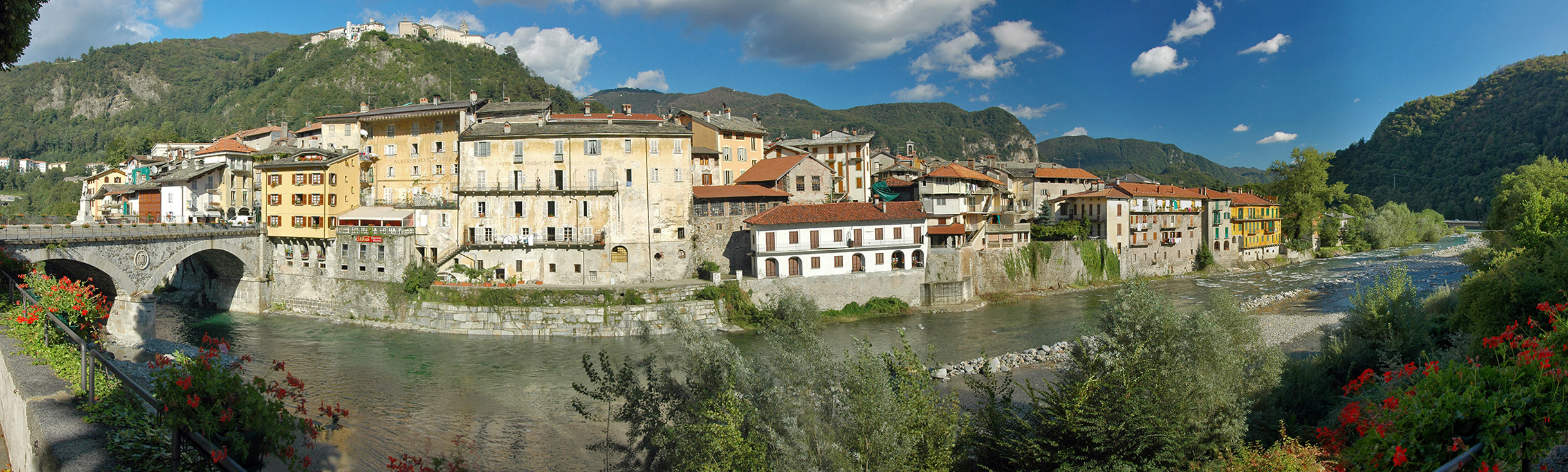
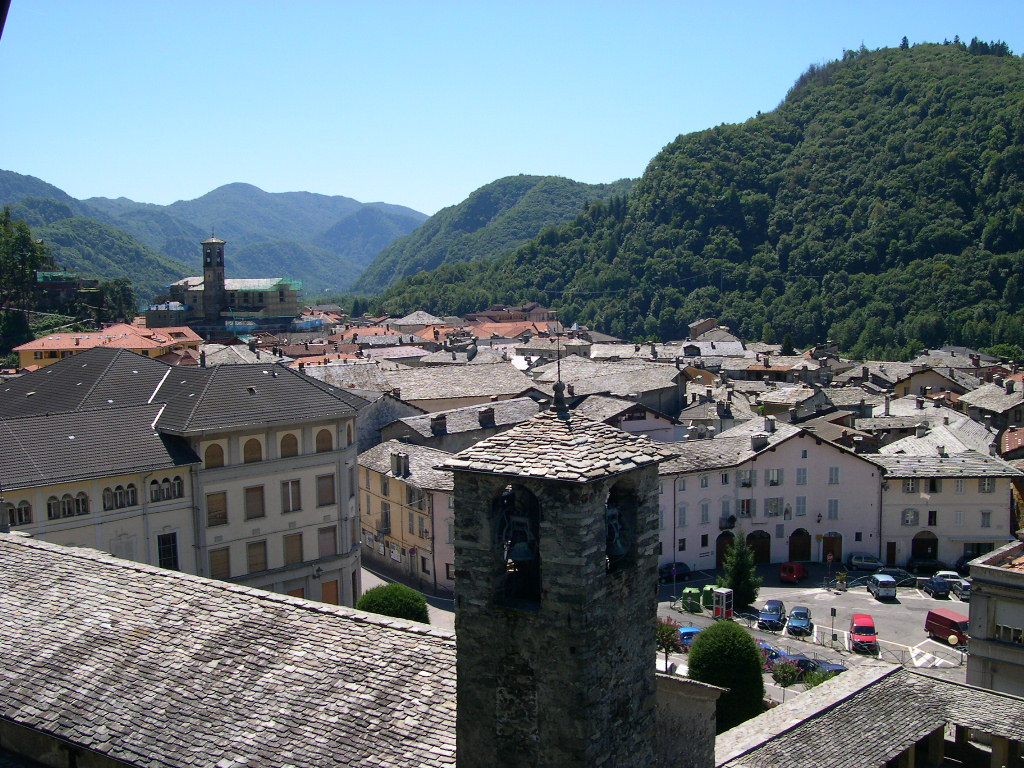
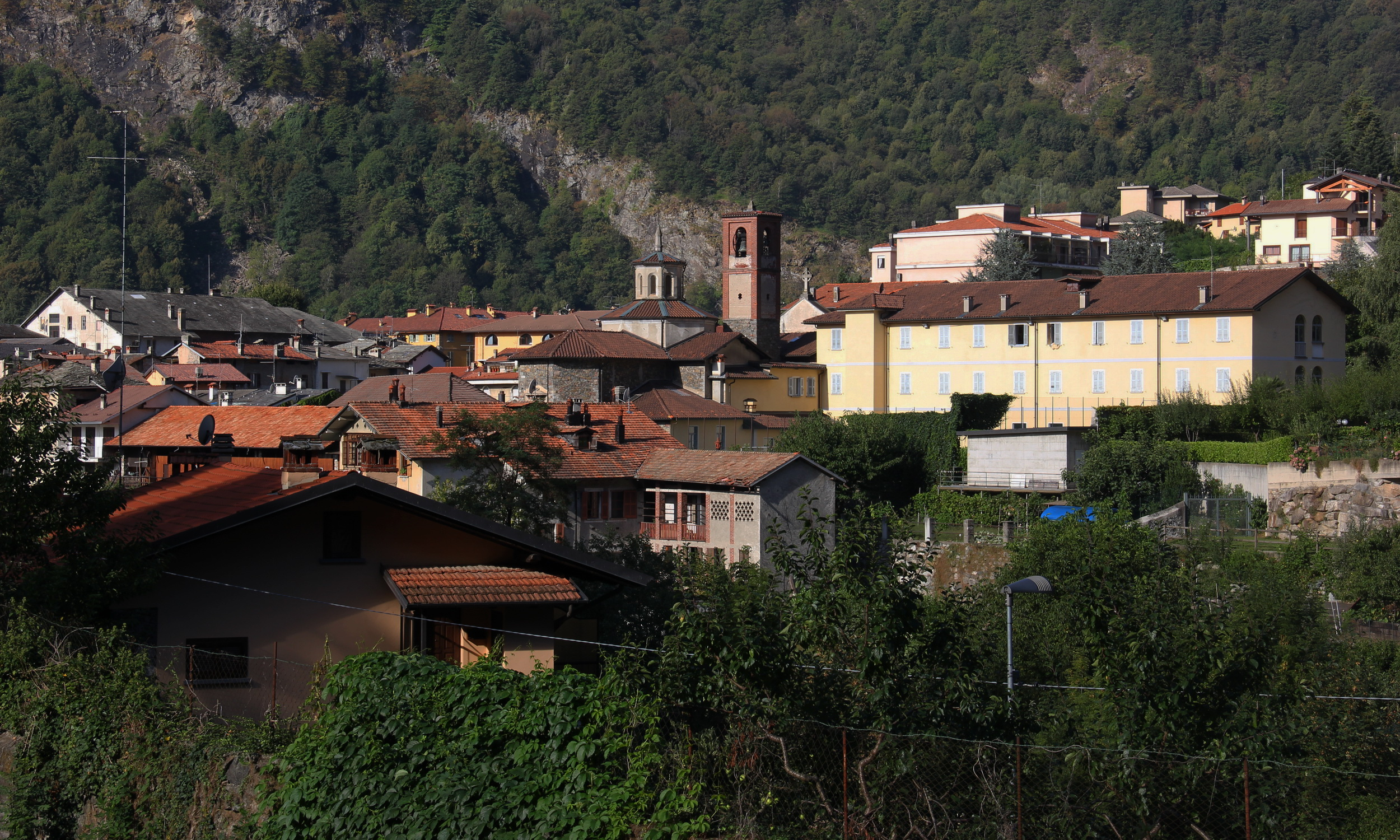
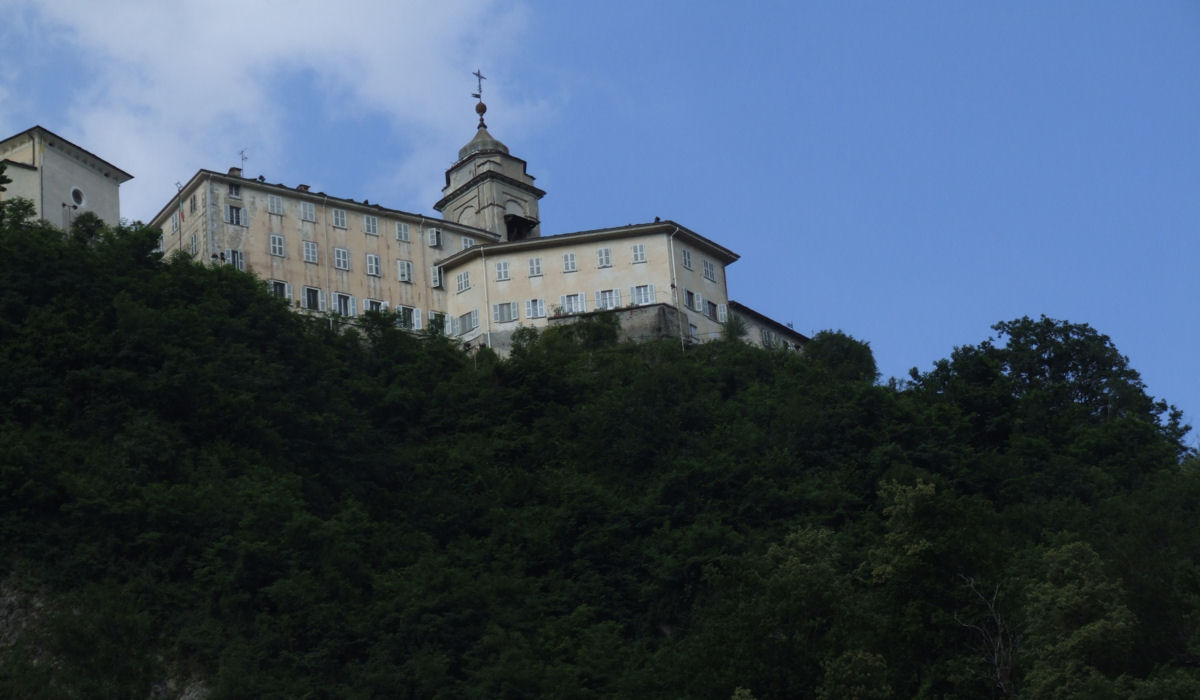
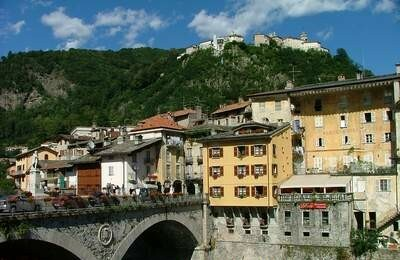